# Drybus
Drybus – wieś sołecka w Polsce położona w województwie mazowieckim, w powiecie grodziskim, w gminie Baranów.
| SIMC    | Nazwa     | Rodzaj    |
| ------- | --------- | --------- |
| 0722928 | Bodychów  | część wsi |
| 0722934 | Marksówek | część wsi |

W latach 1975–1998 miejscowość administracyjnie należała do województwa skierniewickiego.
Drybus leży pomiędzy dwoma odnogami rzeki Pisi. Przebiega tędy droga łącząca drogę krajową nr 50 z Błoniem.